# Libanon a 2018. évi téli olimpiai játékokon
Libanon a dél-koreai Phjongcshangban megrendezett 2018. évi téli olimpiai játékok egyik részt vevő nemzete volt. Az országot az olimpián 2 sportágban 3 sportoló képviselte, akik érmet nem szereztek.

## Alpesisí
Férfi
| Versenyző    | Versenyszám      | 1. futam      | 1. futam      | 2. futam | 2. futam | Összesítés | Összesítés |
| Versenyző    | Versenyszám      | Idő           | Hely.         | Idő      | Hely.    | Idő        | Helyezés   |
| ------------ | ---------------- | ------------- | ------------- | -------- | -------- | ---------- | ---------- |
| Allen Behlok | Óriás-műlesiklás | 1:26,70       | 80.           | 1:25,43  | 71.      | 2:52,13    | 71.        |
| Allen Behlok | Műlesiklás       | nem ért célba | nem ért célba | kiesett  | kiesett  | kiesett    | kiesett    |

Női
| Versenyző      | Versenyszám | 1. futam | 1. futam | 2. futam | 2. futam | Összesítés | Összesítés |
| Versenyző      | Versenyszám | Idő      | Hely.    | Idő      | Hely.    | Idő        | Helyezés   |
| -------------- | ----------- | -------- | -------- | -------- | -------- | ---------- | ---------- |
| Natacha Mohbat | Műlesiklás  | 1:06,73  | 57.      | 1:05,31  | 53.      | 2:12,04    | 52.        |

## Sífutás
Távolsági
Férfi
| Versenyző  | Versenyszám | Idő     | Helyezés |
| ---------- | ----------- | ------- | -------- |
| Samer Tawk | 15 km       | 47:03,4 | 105.     |